# Rascador (cocina)

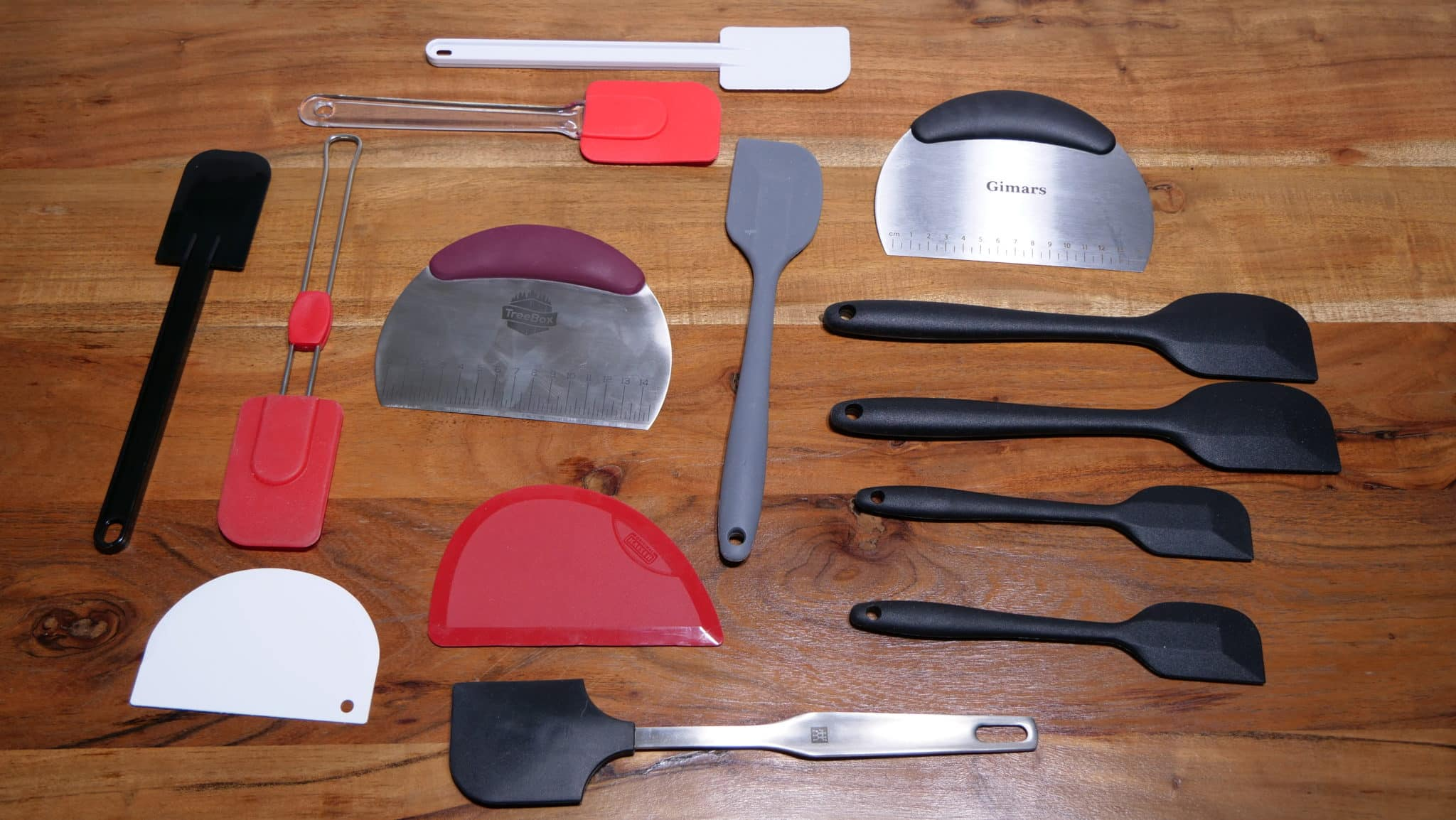
Diferentes rasquetas o rascadores de cocina (llamados espátula si cuentan con mango)

Un rascador es un utensilio de cocina, que se utiliza para retirar alimentos que han quedado adheridos a un recipiente u otra superficie. Puede estar hecho de metal, plástico (como polietileno, nailon o polipropileno), madera , caucho o caucho de silicona. En la práctica, algunos rascadores se intercambian con las espátulas (por lo que a menudo se llaman rascadores espátulas) para algunos de sus diversos usos.

## Rascador de bol

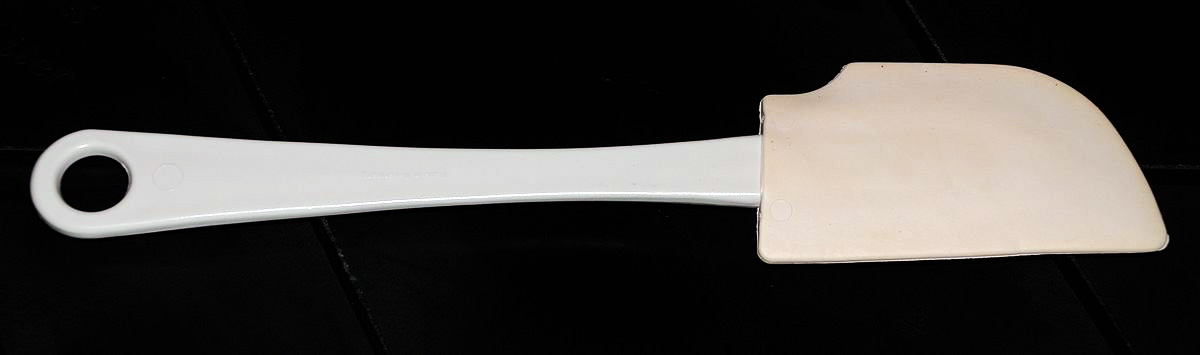
Rascador de mango largo utilizado como rascador de bol

Un rascador de cuenco o bol (también conocidos como patas de goma) se utilizan, como su nombre indica, para eliminar el material adherido a los cuencos.

## Rascadores de masa

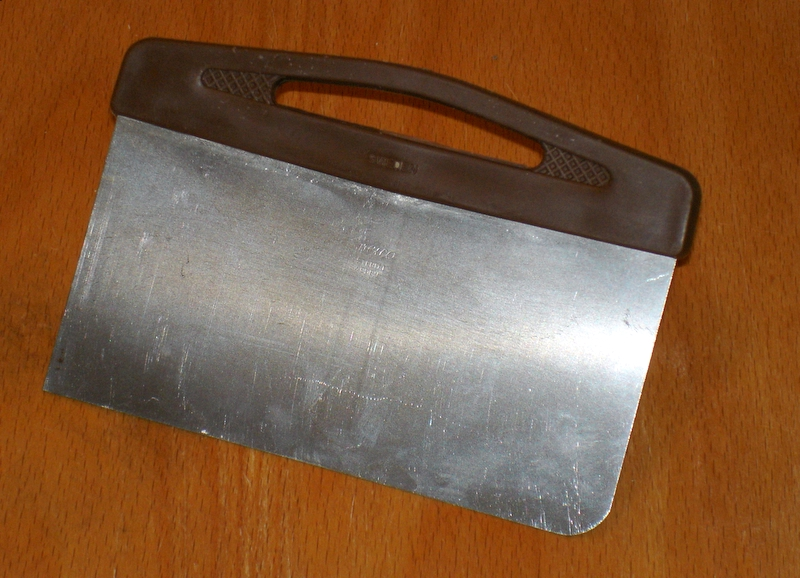
Rascador de masa

Un rascador de masa o rascadores de pastelería, es un utensilio más rígido, a menudo configurado por un rectángulo de metal con un mango de madera, plástico, o metal, que corre a lo largo del borde largo, no sólo para proporcionar un agarre más cómodo, sino también para aportar rigidez. Algunos rascadores de cuenco, no obstante, están diseñados para ser lo suficientemente rígidos para servir a un doble propósito y se venden como tales. Ocasionalmente, se vende para este propósito un utensilio parecido a un cuchillo de masa.
Este utensilio se utiliza para manipular masa, rascándola de la superficie sobre la que se ha enrollado, así como para cortarla. También se puede llamar espátula.

## Rascador de barbacoa
Un rascador de grill o barbacoa es un utensilio que se utiliza para limpiar las parrillas mediante el rascado de  partículas de comida adheridas a su superficie. Algunos rascadores de barbacoa se puede utilizar también como rascadores de masa.

## Rascador de sartén
Un rascador de sartén es, como su nombre indica, un utensilio diseñado para el traslado los alimentos fuertemente atascados o quemados desde el fondo de las ollas y sartenes, antes de lavarlas. Por lo general, se asemejan a una espátula con una cuchilla de metal y mango de metal, madera o plástico, a veces con el mango montado en ángulo respecto a la cuchilla permitiendo un raspado más vigoroso paralelo a la superficie; otros, sin embargo, son una pieza en forma de cuña de plástico duro moldeado para adaptarse a la mano y con un borde afilado ligeramente redondeado.